# 阿莎火山口

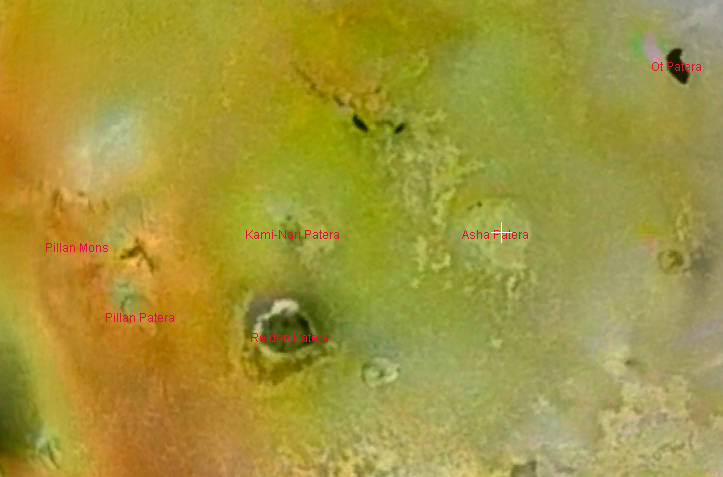
木衛一表面上的阿莎火山口。阿莎（Asha）火山口在此圖像的中間偏右邊位置。

Asha（中文譯名：阿莎）。阿莎火山口是木星的衛星木衛一（埃歐）表面上的其中一座火山口。巴巴爾火山口位於木衛一表面上約8°50′S 225°41′W / 8.84°S 225.69°W的位置，直徑約108公里。國際天文聯合會在1979年用瑣羅亞斯德教的火神，阿莎（Asha），來命名這一座火山口。 阿莎火山口是一個複雜的火山口，而且在火山口旁邊還帶有齒痕。
在阿莎火山口的西方，可以發現到有雷電火山口和神鳴火山口。